# Alluaudia humbertii
Alluaudia humbertii — вид суккулентных растений рода Аллюодия (Alluaudia) семейства Дидиереевые (Didiereaceae), произрастающий на территории Мадагаскара (Мадагаскарские колючие заросли).

## Название
Родовое латинское (научное) название Alluaudia дано в честь Шарля Аллюо (фр. Charles Alluaud, 1861—1949) — французского исследователя и энтомолога.
Видовой латинский эпитет humbertii дан в честь Жан-Анри Юмбера (фр. Jean-Henri Humbert, 1887—1967) — французского ботаника.

## Описание
Alluaudia humbertii представляет собой суккулентный кустарник или небольшое дерево высотой до 5 (—7) м. Его стебли свободно ветвятся и имеют одревесневшую поверхность. Ветви растут как горизонтально, так и вертикально. Alluaudia humbertii отличается тонкими стеблями, которые имеют менее половины диаметра более распространённого Alluaudia procera.

### Морфология
Ствол: растение имеет короткий одревесневший ствол с ветвями у основания. Ветви растут как горизонтально, так и вертикально.

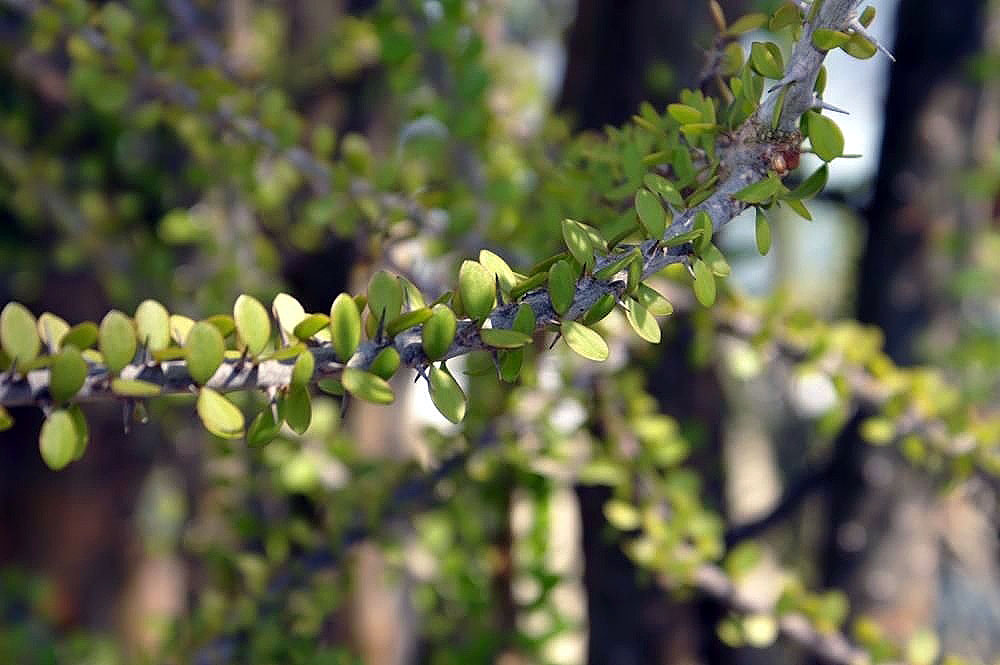
Ветвь

Ветви: гладкие или колючие, тонкие, стержневидные, прямостоячие. Они изящно изгибаются, образуя густую сеть горизонтальных ветвей. У взрослых растений ветви прямостоячие. Фотосинтез осуществляется как листьями, так и стеблями.
Листья: растут парами, могут быть сидячими или на коротких черешках, обычно под колючками. Листья ярко-зеленые, мясистые, обратнояйцевидные или округлые, иногда обратно-сердцевидной формы с фестончатыми краями. Их длина составляет 4,5—15 мм, а ширина — 4,5—10 мм. Листья опадают и образуются вторично в течение повторяющихся сезонов дождей. Короткоживущие первичные листья формируются только на новом приросте, они тоньше, острые и горизонтально ориентированы.
Колючки: отсутствуют или встречаются по одной в пазухах каждой пары листьев. Они острые, тонкие и игольчатые, длиной 5—23 мм.
Цветки: мужские цветки имеют диаметр 8—10 мм, женские — 4—6 мм. Растения являются двудомными, что означает, что мужские и женские цветки находятся на разных особях.
Время цветения (северное полушарие): с августа по октябрь.

## Таксономия
Alluaudia humbertii Choux, первое упоминание в Mém. Acad. Malgache 17: 30, 60 (1934).

### Синонимы
Гетеротипные (основанные на разных номенклатурных типах):
- Alluaudia decaryi Jacobs (1954), not validly publ.